# Charles-Théodore de Dalberg
Pour les articles homonymes, voir Dalberg.
Charles-Théodore de Dalberg, né à Mannheim (Palatinat du Rhin) le 8 février 1744 et mort à Ratisbonne (royaume de Bavière) le 10 février 1817, est prince primat de l'Église catholique romaine d'Allemagne.

## Biographie
Issu d’une des plus anciennes familles nobles d’Europe (voir : Dalberg) dont les membres remplissent pendant plusieurs siècles les fonctions de trésorier du chapitre de Worms et fils de François-Henri de Dalberg (de), il opte pourtant de lui-même pour une carrière ecclésiastique. Très doué pour l'étude, il reçoit dans les écoles catholiques une instruction très variée. Tout jeune encore, il part étudier le droit à Heidelberg (1761), puis à Mayence. À la fin de l'année 1762, il se lance dans un Grand Tour en Italie et en France, qui dure deux ans : à Rome il fait la connaissance de l'archéologue Johann Joachim Winckelmann et à Pavie, il consolide ses études juridiques. Au début de 1765, il se met au service de l’Électorat de Mayence, où son talent d'administrateur paraît bientôt : élu dès 1754 chanoine domicellaire de Mayence, il devient en outre en 1779 chanoine de Wurtzbourg, puis enfin en 1786 chanoine en titre de la cathédrale de Mayence. Il détient d'autres bénéfices à Worms et Constance. Le prince archevêque de Mayence le nomme en 1771 gouverneur civil d’Erfurt (1771–1802), qui lui donne l'administration des fiefs de Thuringe de l’Électorat. En 1780, il devient avoué de l'abbaye de Wechterswinkel, recteur de l’université de Wurtzbourg puis finalement en 1797 vidame de Wurtzbourg.
Ces années 1770-1780 à Erfurt sont les plus heureuses pour le chanoine Dalberg, marquées par la fréquentation assidue du Salon de Weimar, la réorganisation de l’université d'Erfurt, la mise en place d'une éducation populaire et d'institutions de charité publiques dans l’esprit des Lumières. Mais de toutes les réformes, celles de l'éducation religieuse, de la formation des prêtres, de la liturgie et de la catéchèse sont celles qui lui tiennent le plus à cœur. Il est membre des Illuminati sous le pseudonyme de Bacon de Verulam et avait même rang de préfet des Illuminati d’Erfurt. Il est d’ailleurs cité par Friedrich Nicolai en tant que membre des Illuminés de Bavière. Contrairement à ce que l'on peut lire sous la plume de certains historiens, Dalberg n'est pas franc-maçon, même s'il partage en partie les convictions de cette obédience et les trouvent conformes à la doctrine chrétienne ; on lui attribue à ce propos le mot d'esprit suivant : « Un chrétien qui se fait franc-maçon est comme un chevalier qui chercherait son cheval alors qu'il est déjà assis dessus ».
Le 5 juin 1787, il est nommé à l'instigation de la diplomatie prussienne coadjuteur de l’archevêque de Mayence. Le 18 juin suivant, il est élu coadjuteur de l'évêque de Worms et un an plus tard, jour pour jour (le 18 juin 1788) coadjuteur de l'évêque de Constance. Le 3 février 1788, Dalberg se fait ordonner prêtre à Bamberg puis, le pape l'ayant fait évêque titulaire de Tarse en Cilicie (10 mars 1788), il est consacré à Aschaffenbourg le 31 août 1788 par Frédéric-Charles Joseph d'Erthal avec comme co-consécrateurs Johann Valentin Heimes (de) et Stephan Alexander Würdtwein (de).
D'évêque de Constance, il devient en 1802 archevêque et prince-électeur de Mayence (à ce titre, il est également archichancelier du Saint-Empire romain germanique), évêque de Ratisbonne, où il fait aménager la Arnulfsplatz.
Il préside les dernières diètes de l'Allemagne, et tente d'abord de s'opposer aux projets de Napoléon Ier; mais, voyant que toute résistance est inutile, il se rallie à la France. Il est élu associé étranger de l'Académie des inscriptions et belles-lettres en 1804. Il est nommé président de la confédération du Rhin, grand-duc de Francfort, et désigne Eugène de Beauharnais pour son successeur.
Resté fidèle à Napoléon dans ses revers, il est dépouillé par les Coalisés d'une partie de ses États, ne conservant que l'évêché de Ratisbonne.
Aussi bon écrivain qu'administrateur éclairé, il laisse plusieurs ouvrages, dont le principal, Méditation sur l'univers, connaîtra jusqu'à dix éditions.
Dalberg est le mécène du célèbre peintre français Joseph Chabord. Pour lui rendre hommage, l'artiste s'est peint à côté du buste de Dalberg sur son autoportrait.

## Succession apostolique
Charles-Théodore de Dalberg a ordonné les évêques suivants :
- Évêque Adalbert von Harstall (de), O.S.B. (1789)
- Évêque Georg Karl Ignaz von Fechenbach zu Laudenbach (1795)
- Évêque Joseph Hieronymus Karl Kolborn (de) (1807)